# Hofanlage Oberende 6
Die Hofanlage Oberende 6 in der niedersächsischen Gemeinde Lilienthal-Sankt Jürgen im Landkreis Osterholz stammt aus der Mitte des 19. und Anfang des 20. Jahrhunderts. Aktuell (2025) wird sie zum Wohnen und landwirtschaftlich bzw. gewerblich genutzt.
Die Gebäude stehen unter Denkmalschutz (siehe auch Liste der Baudenkmale in Lilienthal).

## Geschichte und Beschreibung
Der Ortsteil St. Jürgen (Lilienthal) liegt nordwestlich des Kerns von Lilienthal und stammt aus dem 12. Jahrhundert.
Die Hofanlage besteht aus
- dem eingeschossigen traufständigen historisierenden Wohngebäude von 1904 (Inschrift) als verklinkerter Backsteinbau, mit schiefergedecktem Satteldach mit Freigespärre, zweigeschossigem Mittelrisalit mit Krüppelwalmdach und Erker, Fassadengestaltung in reichem Putzdekor (Lisenen, Bänder, Gesimse, Rundbogen) sowie Wintergarten am Südostgiebel,[2]
- dem eingeschossigen giebelständigen angebauten Wirtschaftsgebäude (ursprünglich Wohn-/Wirtschaftsgebäude) von um 1850 in Fachwerk mit Steinausfachungen, ziegelgedecktem Satteldach sowie Längseinfahrten,[3]
- der Scheune von um 1850 als Fachwerkbau mit Steinausfachungen und Walmdach und mit zwei Quereinfahrten.[4]